# Antepipona asperategula
Antepipona asperategula är en stekelart som beskrevs av Gusenleitner 1997. Antepipona asperategula ingår i släktet Antepipona och familjen Eumenidae. Inga underarter finns listade i Catalogue of Life.